# Benzoina
Benzoina – organiczny związek chemiczny z grupy aromatycznych ketoalkoholi. Stosowany w środkach perfumeryjnych i zapachowych.

## Otrzymywanie
Benzoinę otrzymuje z benzaldehydu w kondensacji benzoinowej. Po raz pierwszy została zsyntetyzowana przez Justusa von Liebiga i Friedricha Woehlera w 1832 podczas badań nad olejkiem z gorzkich migdałów (zawierającym benzaldehyd i ślady cyjanowodoru).

Mechanizm kondensacji benzoinowej. Etapy (i) i (ii) są przemianami tautomerycznymi